# 8446 Тазієв
8446 Тазієв (8446 Tazieff) — астероїд головного поясу, відкритий 28 вересня 1973 року.
Тіссеранів параметр щодо Юпітера — 3,483.
Названо на честь Гаруна Тазієва (тат. Harun Taciev, Һарун Таҗиев, фр. Haroun Tazieff, 1914—1998) — французького геолога та вулканолога, автора книг і фільмів про вулкани.